# 4590 Dimashchegolev
A 4590 Dimashchegolev (ideiglenes jelöléssel 1968 OG1) a Naprendszer kisbolygóövében található aszteroida. G. A. Plyugin,  Yu. A. Belyaev fedezte fel 1968. július 25-én.